# Seyhan Arman
Seyhan Arman   (Adana, 26 de febrer de 1980) és una activista turca que defensa els drets sobre el transgènere. Actualment, és actriu, drag queen i activista LGBTI+. Ha aparegut en diversos programes turcs parlant sobre les seves experiències com a persona transgènere nascuda i criada a Turquia. I sovint surt en obres de teatres o altres mètodes de comunicació com a drag queen.
Va començar la seva carrera com a actriu en teatres quan es va unir al teatre Adana Kardes Oyunucular al 1994. Una de les seves professores va ser Dilruba Saatci.
Va formar part del programa Akasya Duragi. Després d'això va guanyar dos premis, el primer per la seva pel·lícula "Vi el sol" (Günesi Gördüm), en la categoria de millor actuació en els "Premios de Películas Internacionales de Singapur 23" al 2010 i per la pel·lícula "Otros Ángeles (Teslimiyet)" el premi per selecció del jurat en el "Festival de Cine Internacional Ankara 22ª". També va ser una de les "100 mujeres nombradas por la BBC" al 2016.